# Pablo Forlán
Pablo Forlán, vollständiger Name Pablo Justo Forlán Lamarque (* 14. Juli 1945 in Soriano) ist ein ehemaliger uruguayischer Fußballspieler.
Forlán heiratete Pilar Corrazo, die Tochter des einzigen zwei Mal mit Uruguay bei Südamerikameisterschaften erfolgreichen Trainers Nino Corazzo. Aus dieser Ehe stammt der Sohn Diego Forlán.

## Karriere

### Verein
Der 1,84 Meter große Abwehrspieler Pablo Forlán spielte im Laufe seiner Karriere zunächst ab 1963 für Peñarol in der von José Etchegoyen trainierten Mannschaft in der Cuarta División. Anfang 1965 ersetzte er nach der das Karriereende bedeutenden Verletzung von Edgardo González diesen in der Folgezeit auf dessen Position, nachdem er bereits kurz zuvor für Néstor Gonçalves in die Erste Elf aufgerückt war. Dort hatte er zunächst einen schweren Stand bei den Fans, etablierte sich schließlich aber doch und bildete mit Julio Abbadie ein erfolgreiches, gefeiertes Tandem. Auf diesem Weg half ihm laut Lucianó Alvarez seine starke Persönlichkeit, sein Charakter und seine Zähigkeit sich als Verteidiger zu etablieren. Mit den Aurinegros gewann er nicht nur in den Jahren 1964, 1965, 1967 und 1968 die uruguayische Meisterschaft, sondern sicherte sich 1966 auch die Copa Libertadores und den Weltpokal. Im Kader stand er von 1964 bis 1970. Anschließend wechselte er zum FC São Paulo nach Brasilien, für den er zwischen 1971 und 1975 73 Partien (ein Tor) in der Brasileiro A bestritt und in den Jahren 1971 und 1975 die Staatsmeisterschaft mit seinen Mitspielern zu Gunsten seines Vereins entschied. 1975 und 1976 stand er erneut in Reihen Peñarols. Im ersten Jahr dieses zweiten Engagements holten die Carboneros einen weiteren Meistertitel in der Primera División. Cruzeiro Belo Horizonte war von 1976 bis 1977 sein Arbeitgeber. Es folgte 1978 eine Station bei Nacional Montevideo. Die Bolsos wurden in jenem Jahr Vizemeister. Auch im Rahmen seiner von 1979 bis 1984 währenden Zugehörigkeit zu Defensor Sporting spielte er in der Ersten Liga Uruguays. 1982 und 1983 belegte sein Team jeweils den dritten Platz.
Als weitere, undatierte Karrierestation wird Sud América genannt.

### Nationalmannschaft
Der uruguayische Nationalspieler nahm an der Fußball-Weltmeisterschaft 1966 in England und an der Fußball-Weltmeisterschaft 1974 in Deutschland teil. Bei der Südamerikameisterschaft 1967 gewann er mit Uruguay den Titel, wobei sein späterer Schwiegervater als Trainer der Mannschaft fungierte. Insgesamt absolvierte er dabei von seinem Debüt am 19. Juni 1966 bis zu seinem letzten Einsatz am 8. April 1976 17 Länderspiele, bei denen er jedoch keinen persönlichen Torerfolg verbuchen konnte.